# اف‌اف. ۳۳
اف‌اف. ۳۳ (به انگلیسی: Friedrichshafen_FF.33) یک هواگرد ملخ‌پیشین تک‌موتوره از نوع جنگنده ساخت شرکت Flugzeugbau Friedrichshafen GmbH است. هواگرد اف‌اف. ۳۳ نخستین پروازش را در ۱۹۱۴ میلادی انجام داد. این هواگرد در سال ۱۹۱۴ میلادی رسماً معرفی گردید. در مجموع، تعداد 180 فروند از این هواگرد ساخته شده‌است.